# Duckstein (Gestein)

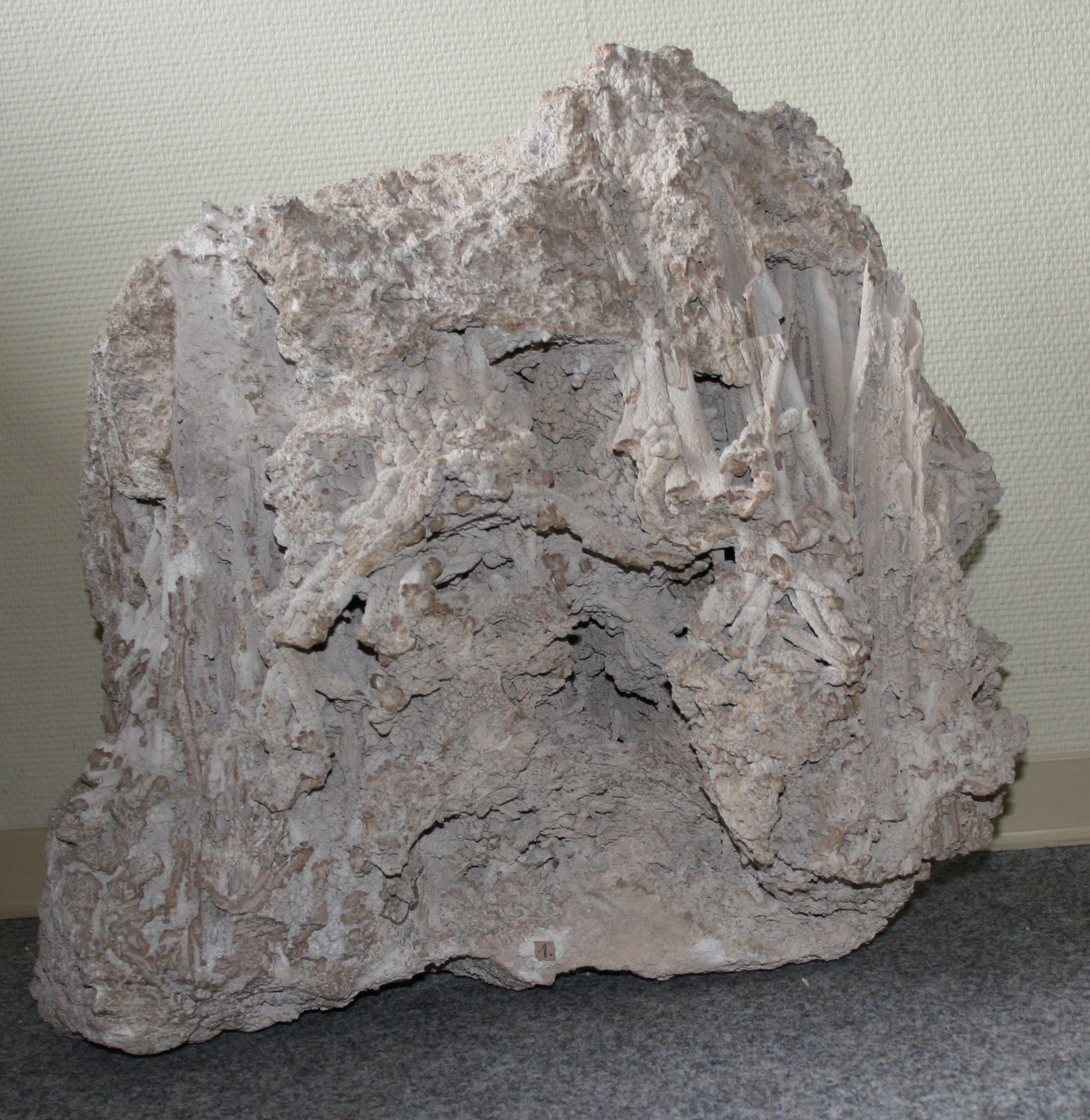
Duckstein aus Königslutter, Fundort Marktplatz Königslutter, ca. 50 cm hoch

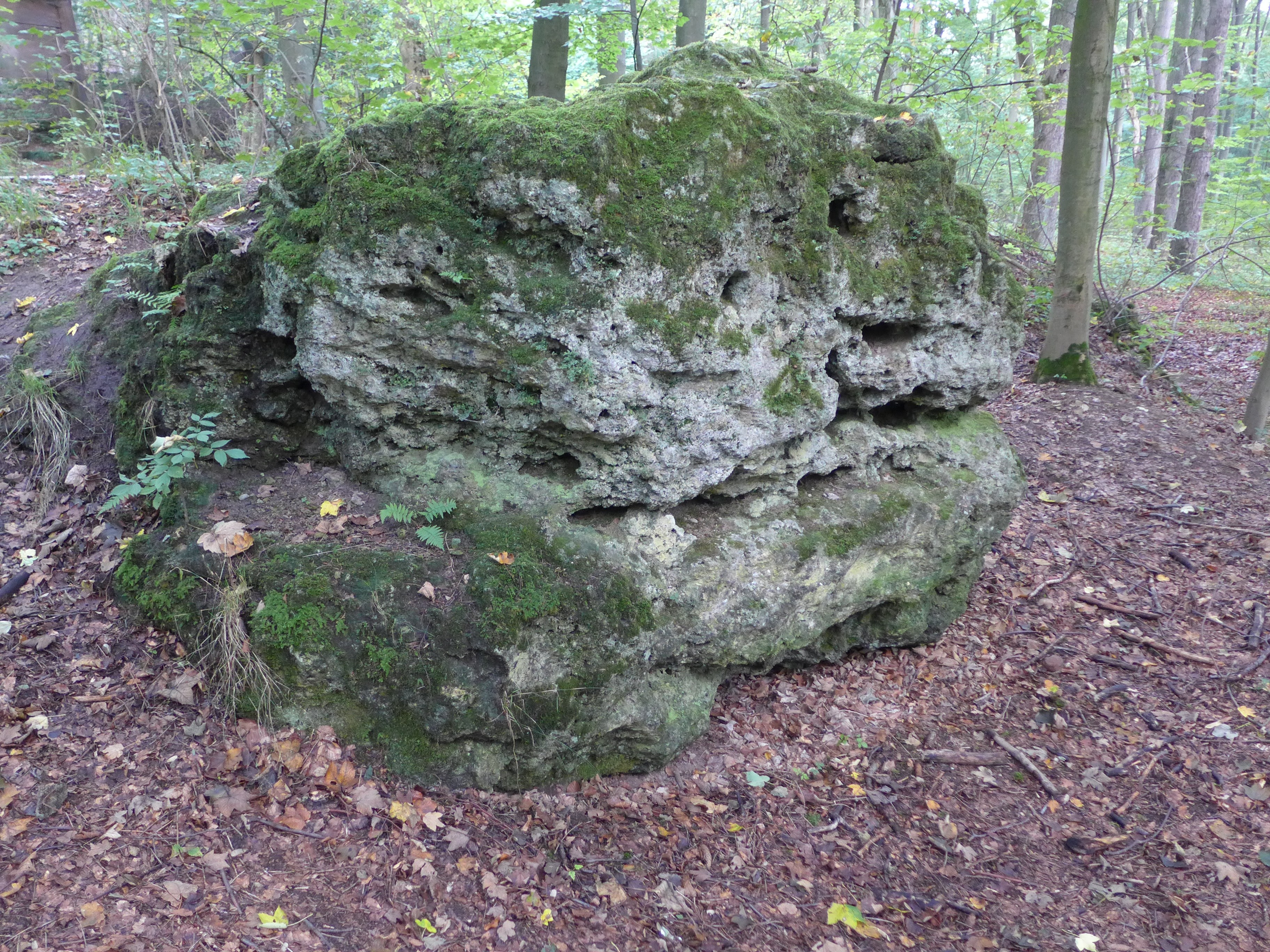
Kalktuffstein an der Ducksteinquelle

Duckstein (beruhend wie süddeutsch „Tauchstein“ auf volksetymologischer Vermischung mit italienisch tuffo ‚Eintauchen‘. „Tuffstein“ stammt von althochdeutsch tufstein, verwandt mit lateinisch tofus/tufus bzw. tophus, worauf „Tuff“ beruht.) ist eine im Elm (Höhenzug), Niedersachsen (Landkreis Helmstedt und Landkreis Wolfenbüttel) regional übliche Bezeichnung für einen Gesteins-Typ, der heute im Bauwesen keine Anwendung mehr findet. Duckstein entstand im Pleistozän und ist ca. 200.000 Jahre alt.

## Sedimentgestein
Im Elm bezeichnet Duckstein ein sekundäres Sediment, welches als Kalktuff aus den dortigen Kalkgesteinen chemisch ausgefällt wurde. In der Geologie werden für Quellkalk, uneinheitlich, auch die Bezeichnungen Kalktuff (auch Röhrentuff), Travertin und Kalksinter weiter differenzierend oder auch synonym verwendet. Die ganze Altstadt von Königslutter steht auf einer Ducksteinschicht, die durchschnittlich etwa 2–3 Meter und höchstens acht Meter mächtig ist. Je weiter die Lutter, ein Bach, durch die Stadt abwärtsfließt, desto feinkörniger wird der Duckstein und er ist dort locker verbunden. Dieses lockere Gestein wurde früher populär Scheuersand genannt und zum Reinigen der hölzernen Dielenboden verwendet.

## Verwendung
Verwendet wurde der Duckstein regional als Mauerstein beim Hausbau. In früheren Zeiten wurden beispielsweise Häuser auf dem anstehenden Gestein gebaut. Die Keller dieser Gebäude wurden in den weichen Duckstein geschlagen und die gebrochenen Steine für Mauersteine verwendet. In bruchfristem Zustand ist der Duckstein leicht zu bearbeiten und kann auch mit Handsägen formatiert werden. Er härtet an der Luft aus und bildet einen festen Baustein, der in Königslutter in ganzen Häuserzeilen oder Mauern verbaut worden ist. Das Landeskrankenhaus Königslutter, das südlich des Kaiserdoms von Königslutter liegt, ist zu großen Teilen aus Duckstein erbaut worden, wobei Duckstein vor allem als Mauerstein Verwendung fand und die Fenster- und Türleibungen aus dem druckfesteren Elmkalkstein geformt wurden.

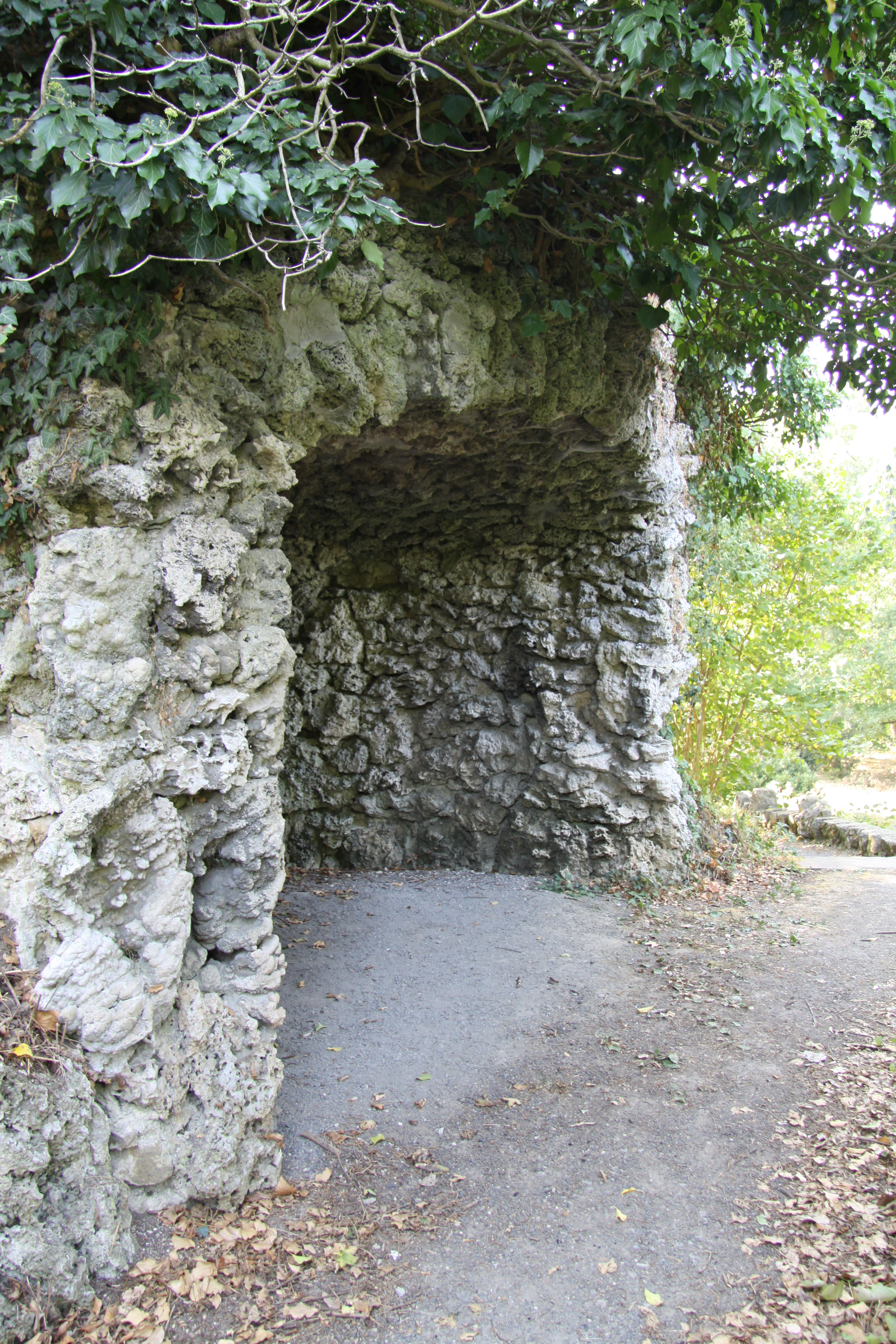
Große begehbare Grotte aus Duckstein im Landschaftsschutzgebiet Rittergutspark Destedt in Destedt in Niedersachsen.

Im 18. Jahrhundert fand Duckstein Absatz als Zierstein für Grotten des Lustschlosses in Salzdahlum.
Die kühlen Keller im Duckstein dienten den früheren Brauereien in Königslutter zum Lagern des obergärigen Ducksteinbiers. Diese Biersorte erhielt von Duckstein seinen Namen. Zur Herstellung des Biers wurde der Lutterbach in kleine Kanäle aus Velpker Sandstein zu den Brauereien abgeleitet. Dabei wurde Kalk ausgefällt und lagerte sich in kurzen Zeiträumen in einer Schicht mit einer Dicke von bis zu etwa 10 cm am Boden und an den Wandseiten der Sandsteine ab.